# Norbert Král
Norbert Král (* 21. července 1956 České Budějovice) je český hokejista, který reprezentoval Československo.

## Hráčská kariéra
Poprvé se představil v týmu Českých Budějovic v 11 letech. Kromě povinné základní vojenské služby, kterou prožil v Dukle Jihlava, byl věrný českobudějovickému týmu. Největšího úspěchu dosáhl v sezóně 1980/1981, kdy tým obsadil v lize druhé místo.
S hokejem skončil v roce 1986 z důvodu vážného zranění. Měl těžce zhmožděné a vykloubené zápěstí, dodnes mu chybí kousek zlomené navikulární kosti. Současně měl zlomenou loketní kost, vše se stalo následkem bodyčku od Eduarda Uvíry v domácím zápase se Slovanem Bratislava.
Na MS 1981 ve Švédsku byl členem týmu, který vybojoval bronzovou medaili. Osobně zasáhl pouze do úvodního zápasu, ve kterém se zranil a šampionát pro něho skončil. Byl také účastníkem Kanadského poháru v roce 1981. V reprezentačním dresu odehrál 19 zápasů a vstřelil 2 góly.

### Statistiky reprezentace
| Turnaj            | Místo konání                   | Z | G | A | B | Umístění            | Soupisky         |
| ----------------- | ------------------------------ | - | - | - | - | ------------------- | ---------------- |
| MS 1981           | Švédsko (Stockholm a Göteborg) | 1 | 0 | 1 | 1 | Bronzová medaile    | Soupiska MS 1981 |
| KP 1981           | Severní Amerika                | 5 | 2 | 0 | 2 | prohra v semifinále | Soupiska KP 1981 |
| Celkem na MS (1x) |                                | 1 | 0 | 1 | 1 |                     |                  |

## Trenérská kariéra
Jelikož i během hokejové kariéry měl blízko k fotbalu, po skončení začal trénovat dorost fotbalového Dynama. Přišel krátký návrat k českobudějovickým hokejistům, kdy trénoval společně s Milanem Stárkem žáky. Z důvodu nespokojenosti s klubovou atmosférou hokejové prostředí nadobro opustil a vrátil se k fotbalu, kde se věnuje trénování v oblastních soutěžích. Současně hraje hokej za starou gardu Dynama.